# Gara Antwerpen-Schijnpoort
Gara Antwerpen-Schijnpoort este o gară de mărfuri din orașul Antwerpen, Belgia, care a fost inaugurată în 1873, odată cu varianta feroviară de ocolire a orașului pe la est. Până în anul 1905, stația s-a numit „Gara Zurenborg”. Deoarece referirea la Zurenborg nu era geografic corectă, gării i-a fost atribuit numele reperului istoric Schijnpoort din apropiere.
Antwerpen-Schijnpoort deservește liniile 12 Antwerpen-Centraal – frontiera olandeză (Roosendaal) și 27A Antwerpen (cap Y Liersesteenweg) – Portul Antwerpen.

## Situația feroviară
Situată la aproximativ 10 metri altitudine deasupra nivelului mării, gara Antwerpen-Schijnpoort este poziționată la kilometrul feroviar (PK) 4,3 al liniei 12 Antwerpen-Centraal – frontiera olandeză, între gările Antwerpen-Est (închisă) și Antwerpen-Dam (închisă). De asemenea, gara este situată la PK 16,7 pe linia 27A, pe un tronson unde liniile 12 și 27A au trasee paralele și trec prin aceleași gări, cu excepția haltei Borgerhout (acum închisă), care nu era deservită decât de linia 12.
Partea de sud-vest a gării, de-a lungul liniei 12, este alcătuită din fasciculele de șine C, D, E și F și o linie către un tunel de spălare a trenurilor. Aceste fascicule sunt în general folosite pentru curățarea vagoanelor trenurilor de pasageri și formarea de trenuri noi. Această secțiune a gării aparține Infrabel.
Partea de nord-est a gării, de-a lungul liniei 27A, este alcătuită din fasciculele Q și T, folosite pentru încărcarea și descărcarea containerelor de marfă și schimbarea locomotivelor trenurilor de marfă.  Această secțiune a gării este gestionată de B-Cargo.

## Corespondență cu transportul în comun
În apropierea gării, pe strada Schijnpoortweg, se află stația de premetrou Schijnpoort.